# Scripting remoto
El scripting remoto  es una tecnología que permite a los scripts que se ejecutan dentro de un navegador web intercambiar información con el servidor. Los scripts locales pueden invocar scripts en el servidor remoto y procesar la información devuelta. El scripting remoto ha sido desarrollado por Microsoft.
La primera forma de scripting remoto asíncrono, Microsoft's Remote Scripting, fue desarrollada antes de que existiese XMLHttpRequest y hacía uso de una applet Java dedicada.
La comunidad de desarrollo web posteriormente desarrolló un abanico de tecnologías de scripting remoto para conseguir resultados consistentes entre los diferentes navegadores. Los primeros ejemplos incluyen la biblioteca JSRS del año 2000, la introducción de la técnica Image/Cookie (en el mismo año) y la técnica JavaScript on Demand de 2002.